# Sezamoidna kost
Sezamoidne kosti (latinsko ossa sesamoideum) je kost, ki je vpeta v kito (tetivo) mišice. Nahajajo se v področjih, kjer kita premosti sklep, npr. v rokah, kolenu in stopalih. Njihovi glavni nalogi sta mehanska zaščita kite in ojačanje mehanskega učinka le-te pri sklepu. Sezamoidna kost rahlo poveča razdaljo kite od središča sklepa in tako poveča njen navor. Poleg tega preprečujejo tudi zdrs kite v sam sklep, s tem pa trajno ohranjajo razdaljo od središča sklepa pri različnih obremenitvah kite.
Samo poimenovanje izhaja iz dejstva, da so kosti podobne sezamovim semenom.

## Sezamoidne kosti pri človeku
Pri človeku so najbolj znane sezamoidne kosti:
- pogačica (patella), ki je vpeta v kito štiriglave stegenske mišice;
- grašek (os pisiforme), ki je vpeta v kito podlahtnične upogibalke zapestja;[2]
- v roki dve sezamoidni kosti se nahajata na distalni strani prve dlančnice in sta vpeti v kiti pritegovalke palca roke (musculus adductor pollicis) in kratke pritegovalke palca roke (m. abductor policis brevis), pogosta pa je ena sezamoidna kost na distalnem koncu druge dlančnice;[2]
- v stopalu se dve kosti nahajata pri prvi stopalnici, obe pa sta vpeti v kito kratke upogibalke palca noge (m. flexor hallucis brevis).[3]

## Sezamoidne kosti pri pandah
Tako pri orjaški pandi kot tudi pri mačji pandi je sezamoidna kost na koželjnični (radialni) strani veliko večja od tiste pri sorodnih vrstah, kot so medvedje. Poleg omenjenih funkcij služi tudi kot podporna ploščad pri prehranjevanju z bambusom, saj omogoči preostalim prstom boljši oprijem stebel rastline. Predstavlja tudi klasičen primer eksaptacije, tj. vrste prilagoditve, pri kateri neka struktura, prvotno prilagojene za neko funkcijo, po naključju postane koristne tudi za neko drugo funkcijo v procesu evolucije.

## Patologija
Pri poklicnih plesalcih, pa tudi pri drugih športno aktivnih mladih ljudeh, se nemalokrat lahko zaradi preobremenitve stopala vname sezamoidna kost pri prvi stopalnici, kar imenujemo sezamoiditis. Glavni simptom je bolečina na medialni strani stopala, lahko pa se v okolici pojavi oteklina (edem).